# هالووین ۲ (فیلم ۲۰۰۹)
هالووین ۲ (به انگلیسی: Halloween II) فیلمی در ژانر ترسناک و اسلشر به کارگردانی راب زامبی است که در سال ۲۰۰۹ منتشر شد.